# مهاجرت به استرالیا

افرادی که در خارج از کشور متولد شده‌اند به عنوان یک درصد از جمعیت در استرالیا به صورت جغرافیایی بر اساس منطقه آماری محلی، به عنوان سرشماری سال ۲۰۱۱

مهاجرت به استرالیا (انگلیسی: Immigration to Australia) بخشی از تاریخ مهاجرت انسانی است که در آفریقا آغاز شده‌است. تاریخ مهاجرت استرالیا با مهاجرت اولیه انسان به قاره حدود ۵۰٬۰۰۰ سال پیش آغاز شد که اجداد بومیان استرالیا از طریق جزایر دریای جنوب شرقی آسیا و گینه نو وارد این قاره شدند. استقرار دائمی اروپا در سال ۱۷۸۸ با تأسیس یک مستعمره بریتانیا در نیو ساوت ولز آغاز شد. استرالیا در سال ۱۹۰۱ از اولین فدراسیون سیاست استرالیای سفیدپوست حمایت کرد و آن را که بعد از جنگ جهانی دوم لغو شده بود، حفظ کرد.
از سال ۱۹۴۵ بیش از ۷ میلیون نفر در استرالیا مستقر شده‌اند. از اواخر دهه ۱۹۷۰، افزایش قابل توجه در مهاجرت از کشورهای آسیایی و دیگر کشورهای غیر اروپایی استرالیا را به یک کشور چند فرهنگی تبدیل کرد.
تنها مهاجرت‌هایی که از خارج از کشور وجود داشت از ۳۰٬۰۴۲ نفر در سال‌های ۱۹۹۲ تا ۹۳ به ۱۷۸٬۵۸۲ نفر در سال ۲۰۱۵ تا ۲۰۱۶ افزایش یافت. بزرگ‌ترین بخش‌های این مهاجرت، مهاجرت ماهرانه و برنامه‌های بازسازی مجدد خانواده بود.
در سال ۲۰۱۴ یک مطالعه جامعه شناسانه به این نتیجه رسید که «استرالیا و کانادا بیشترین مهاجرت را در بین کشورهای غربی دارند.»
استرالیا به عنوان امضاء کننده کنوانسیون وضعیت پناهندگان، بسیاری از پناهجویان را اسکان داد. در سال‌های اخیر، سیاست استرالیا در بازداشت کسانی که توسط قایق به این کشور ورود غیرقانونی داشتند باعث ایجاد اختلاف نظر علیه این کشور شد.
بر اساس منابع معتبر، مهم‌ترین مسیرهای مهاجرت به استرالیا در سال ۲۰۲۵ به شرح زیر هستند:

### ۱. ویزای کاری استرالیا (اسکیل ورکر)
این نوع ویزا مخصوص افراد ماهر در حرفه یا تخصص خود است. مهاجرت کاری به عواملی مانند مدرک تحصیلی، سابقه‌ی کاری، سطح زبان انگلیسی و سن متقاضی بستگی دارد. برای اقدام، کسب حداقل ۶۵ امتیاز ضروری است، هرچند این امتیاز به‌تنهایی تضمینی برای دریافت ویزا نیست.
انواع این ویزا شامل:
- ویزاهای مستقل: مانند ساب‌کلاس‌های ۱۸۹، ۱۹۰ و ۴۹۱
- ویزاهای غیرمستقل (با اسپانسر کارفرما): مانند ساب‌کلاس‌های ۱۸۶ و ۴۸۲

حداکثر سن مجاز برای اقدام ۴۵ سال است و بیشترین امتیاز به افراد بین ۲۵ تا ۳۲ سال تعلق می‌گیرد. همچنین، برای کسب امتیاز در بخش زبان، داشتن نمره آیلتس بالاتر از ۶ یا PTE بالاتر از ۵۰ توصیه می‌شود. سابقه کار مرتبط و مدرک تحصیلی معتبر نیز از معیارهای کلیدی هستند.

### ۲. ویزای سرمایه‌گذاری استرالیا
این ویزا مناسب صاحبان مشاغل، کارآفرینان و سرمایه‌گذاران با سابقه موفق است. در این مسیر، دارایی‌های مالی اهمیت زیادی دارد و متقاضیان باید امتیازات لازم را کسب کنند.
نکته مهم: از تاریخ ۳۱ جولای ۲۰۲۴، صدور ویزای ۱۸۸ (موقت) متوقف شده است. پیش‌تر، ویزای ۸۸۸ برای تبدیل این نوع ویزا به اقامت دائم استفاده می‌شد.

### ۳. ویزای توریستی استرالیا
این ویزا برای سفرهای کوتاه‌مدت با اهداف گردشگری، دیدار خانواده یا امور تجاری صادر می‌شود و شامل ساب‌کلاس‌های ۶۰۰، ۶۰۱ و ۶۵۱ است. مدت اعتبار این ویزا معمولاً بین ۳ تا ۱۲ ماه است.
دارندگان این ویزا مجاز به کار یا اقامت طولانی‌مدت در استرالیا نیستند و این نوع ویزا به اقامت دائم منجر نمی‌شود.

### ۴. ویزای خانوادگی استرالیا
این ویزا برای افرادی صادر می‌شود که قصد پیوستن به بستگان خود در استرالیا (همسر، فرزند، والدین یا سایر اعضای خانواده) را دارند. بستگان باید شهروند یا دارای اقامت دائم استرالیا باشند.
ویزاهای خانوادگی شامل چندین ساب‌کلاس مختلف هستند. افرادی که اقامت دائم دارند، می‌توانند همسر و فرزندان زیر ۲۳ سال را با خود همراه کنند. فرزندان بالای ۲۳ سال باید به‌صورت مستقل اقدام کنند.

### ۵. ویزای تحصیلی استرالیا
این ویزا (ساب‌کلاس ۵۰۰) به دانشجویان بین‌المللی اجازه تحصیل در مؤسسات آموزشی استرالیا را می‌دهد. لازم به ذکر است که ویزای تحصیلی به‌تنهایی منجر به اقامت دائم نمی‌شود.
(سازمان سلکت ویزا در این حوزه فعالیتی ندارد.)

### ۶. ویزای ملی نوآوری استرالیا (Global Talent)
این ویزا که قبلاً با عنوان گلوبال تلنت شناخته می‌شد، برای افراد نخبه و متخصص در حوزه‌های خاص طراحی شده است. متقاضیان باید تخصص قابل‌توجهی در یکی از زمینه‌های معرفی‌شده از سوی دولت استرالیا داشته باشند.